# Скайлаб 3
Скайлаб 3 или SL-3 (на английски: Skylab 3) е втората пилотирана мисия до американската орбитална станция Скайлаб.

## Екипажи

### Основен
| Пост         | Астронавт                         |
| ------------ | --------------------------------- |
| Командир     | Алън Бийн два космически полета   |
| Пилот        | Джек Лузма един космически полет  |
| Пилот – учен | Оуен Гериът един космически полет |

- Броят на полетите за всеки астронавт е преди и включително тази мисия.

### Дублиращ
| Пост         | Астронавт    |
| ------------ | ------------ |
| Командир     | Ванс Бранд   |
| Пилот        | Дон Линд     |
| Пилот – учен | Уилям Леноар |

## Мисията
Корабът е предназначен за екипаж от трима души и има сериен номер CSM-117. Състои се от команден и обслужващ модул, еднакви с използваните в програмата Аполо. Масата му е 20 121 kg (малко повече от предходната мисия „Скайлаб 2“) и е произведен от американската фирма North American Rockwell Corporation, Space Div., Downey, Kalifornie (USA) за НАСА в Хюстън. По-късно е каталогизиран от COSPAR с номер 1973-050A. Командният модул има формата на конус, с височина 3,5 m, в себе си има парашутна система със седем парашути, двигатели, батерии, оптика и система за аварийно спасяване (LES), която се изхвърля след успешен старт. Сервизният модул съдържа в себе си основния двигател и гориво, батерии, кислороден резервоар. Преди кацане се извършва маневра, за да се разделят двата модула.

## Полет
Космическият кораб Скайлаб SL-3 (AS-207) стартира на 28 юли 1973 с ракетата „Сатурн IB“ от космодрума в Кейп Канаверал (Kennedy Space Center). В 19:37 ч. същия ден корабът е скачен със станцията.
В първите дни и тримата астронавти страдат от неразположение, получено от т.нар. „космическа болест“. Това е изненадващо, тъй като нито един от тримата при предварителните изследвания не е показал признаци на податливост към това. В предишните полети на Аполо се е случвало отделни астронавти да страдат от това, но никога дотогава целият екипаж. Заради неразположението програмата започва с един пълен работен ден закъснение, но веднага след като се подобряват здравословно, астронавтите наваксват графика.
На 2 август се открива проблем с дюзите на космическия кораб. Още през първия ден на мисията спира да работи една от четирите дюзи, а след това и втора. Теоретично корабът може да се завърне на Земята и с две функциониращи дюзи, но не е ясно дали неизправността не се дължи на общ проблем. Поради тази причина и за да са готови да реагират, ако все пак това се случи, на Кейп Канаверал започва подготовката за т.нар. Скайлаб спасителна мисия. В зависимост от извънредната ситуация времето за подготовка на спасителната мисия е от най-малко 10 до най-много 45 дни. В дадения случай би било възможно да се изпрати такава мисия най-скоро в началото на септември. Тъй като няма пряка опасност за екипажа, мисията не е прекратена, което дава възможност да се анализира проблемът по-задълбочено.
На 6 август астронавтите и Д. Лузма и О. Гериът извършват излизане в открития космос за монтаж на слънчеви панели, смяна филмите на фотоапарата за слънчево наблюдение и провеждане на три научни експерименти. Продължителността ѝ е 6 часа и 31 минути. Още две излизания са проведени на 24 август (отново от Гериът и Лузма) и на 22 септември (от Гериът и Бийн).
В началото на септември командирът А. Бийн иска удължаване на времето на експедицията с една седмица, но от Контролния център не дават разрешение за това. От една страна, лекарите искат повече изследвания преди да се съгласят на това, а от друга – храната и фотолентите са на изчерпване.
На 25 септември 1973 г. в 19:43 ч. корабът се отделя от станцията. В 21:38 ч. е пуснат спирачният двигател. Корабът се приводнява в 22:30 ч. Полетът е с обща продължителност 59 дни, 11 часа и 9 минути.